# Det vita folket
Det vita folket är en svensk långfilm regisserad och skriven av Lisa Aschan, med svensk biografpremiär den 27 november 2015.
Berättelsen var först avsedd att baseras på Johannes Anyurus och Aleksander Motturis pjäs Förvaret, som spelades på Göteborgs Stadsteater hösten 2009. Förvaret presenterades inför nomineringen till Stockholms filmfestivals stora debutantstipendium på 5,4 miljoner kronor i produktionsstöd som "ett horrordrama i en isolerad värld". För detta projekt fick Lisa Aschan stipendiet med motivering: "En modig och originell vision för en gränsöverskridande och brännande aktuell film som bara måste göras nu, nu, nu!"
Under arbetets gång förändrades historien och projektet, så att Aschan utvecklade en mer självständig historia på samma tema och därför valde hon att återlämna produktionsstipendiet till filmfestivalen, då omständigheterna ändrats. Istället beslutade hon och hennes producent Anna-Maria Kantarius på Garagefilm att fortsätta att utveckla filmen på eget håll. Filmen samproducerades med Film i Väst, SVT, SF Film production i Danmark och Yellow film & tv i Finland.  Distributör är NonStop Entertainment.

## Handling
Det vita folket har sin utgångspunkt i de europeiska myndighetsförvar, där utländska personer hålls inlåsta under ofta hårda förhållanden och strikt bevakning i väntan på utvisning till annat land. I en underjordisk bunkeranläggning hålls en blandning av människor i olika åldrar inlåsta på obestämd tid och övervakade av en grupp vakter likt i ett fångläger i ett snötäckt "ingenmansland". Vissa av "fångarna" framstår som traditionella svenskar snarare än utlänningar i denna svårplacerade, isolerade, obehagliga "miniatyrvärld" i det svenska samhället.

## Rollista
- Pernilla August
- Vera Vitali Alex
- Issaka Sawadogo
- Emil Almén
- Aliette Opheim
- Bahador Foladi
- Anna Bjelkerud